# Sha Money XL
Michael Clervoix III (né le 29 juin 1974), mieux connu sous le nom de Sha Money XL, est un producteur de musique aux origines haïtienne et américaine.

## Biographie
Il est le fondateur du Money Management Group, une compagnie à l'aide de laquelle il coordonne un groupe de nouveaux producteurs. Il a aidé à faire connaître le rappeur 50 Cent en produisant plusieurs de ses chansons telles Poor Lil Rich, Beg For Mercy et This Is 50. Après que 50 Cent ait obtenu son propre label, Sha Money XL a été nommé président de G-Unit Records. Il a produit des singles pour d'autres artistes tels Slim Thug, Cormega, Snoop Dogg, Paul Wall, Juvenile, Scarface. Il a également produit quatre chansons de 2Pac sur l'album Pac's Life.La serie Austin&Ally prends donc ce personnage pour 2 episode.(il ne joue pas dans la serie,no lui-meme)

### Enfance
À l'âge de 9 ans, la mère de Clervoix l'inscrit à des leçons de piano

## Money Management Group

### Membres
- DJ Whoo Kid
- Lab Ox
- Jake One
- Nick Speed
- Sha Money XL
- Tha Bizness
- Dual Output
- Dangerous LLC
- Needlz
- Black Jeruz
- Chad Beatz